# Менехм
Менехм (грец. Μέναιχμος, лат. Menaechmus, близько 380 до н. е. — близько 320 до н. е.) — давньогрецький математик, учень Евдокса, член Афінської Академії Платона, брат математика Динострата. Згадується у античних авторів як перший дослідник конічних перетинів та у зв'язку зі спробами вирішити проблему подвоєння куба. 
Праці Менехма і деталі його біографії до нас не дійшли. Відомо, що народився він в Малій Азії, в місті Алопеконнес. Основними джерелами відомостей про Менехма є лист Ератосфена до царя Птолемея Евергета і праці Прокла Діадохів. Плутарх згадує про те, що Менехм продемонстрував Платону механічний пристрій, який вирішував завдання побудови ребра подвоєного куба; Плутарх додає, що Платон рішуче не схвалив змішання високої геометрії і низької механіки. 

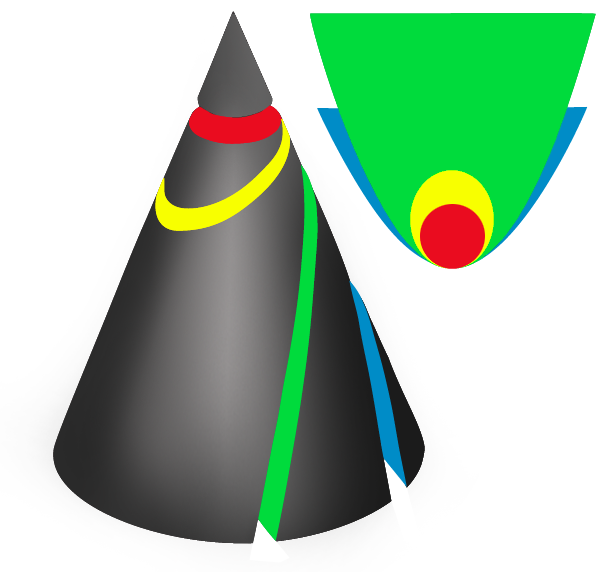
Конічний перетин: коло, еліпс, парабола, гіпербола

Прокл Діадох, цитуючи Ератосфена, розповідає про відкриття Менехмом конічних перерізів (еліпса, параболи і гіперболи) і називає їх «тріадою Менехма». Сучасні назви дав згодом Аполлоній Перзький, сам Менехм і його послідовники називали досліджувані криві просто перерізами конуса.
Менехм виявив нові криві, займаючись проблемою подвоєння куба. Зв'язок з цією проблемою легко зрозуміти: для подвоєння куба потрібно вилучити кубічний корінь, а він недосяжний за допомогою циркуля і лінійки; проте якщо в клас допустимих кривих (прямі та коло) додати конічні перетини, то побудову кубічних коренів виконати нескладно. Алгебраїчно це означає, наприклад, що для рішення рівняння {\displaystyle x^{3}=a} потрібно знайти точку перетину кривих {\displaystyle y=x^{2}} (парабола) та  {\displaystyle y={\frac {a}{x}}} (гіпербола).
Сам Менехм опублікував два способи подвоєння куба: перетином двох парабол або перетином параболи і гіперболи; вони зазначені в коментарі Евтокія Аскалонського до твору Архімеда «Про кулі і циліндри». Перший із згаданих способів, в сучасній термінології, означає побудову перетину парабол {\displaystyle x^{2}=ay} і {\displaystyle y^{2}=2ax}; абсциса дає результат {\displaystyle {\sqrt[{3}]{a}}}.
Сучасне поняття рівняння кривої відрізнялось від поняття, яким користувались античні геометри, однак співвідношення між різними атрибутами кривих грекам були відомі; вони називали їх симптомами. Частина цих співвідношень, наприклад, включає проєкції точок гіперболи на її асимптоти, по суті нічим не відрізняється від рівнянь розглянутих у косокутній системі координат. Особливої віртуозності ця геометрична техніка досягла у Аполлонія Перзького, який теж займався конічними перерізами. 
Є згадка (не підтверджується в інших джерелах), що Менехм брав участь у навчанні Александра Македонського, і при цьому виголосив знамениту фразу «В геометрії немає царської дороги». Втім, за честь бути автором цієї фрази з ним змагається Евклід, а за честь її вислухати — Птолемей I.
Помер Менехм, імовірно, в місті Кізік.